# جعبه سیاه

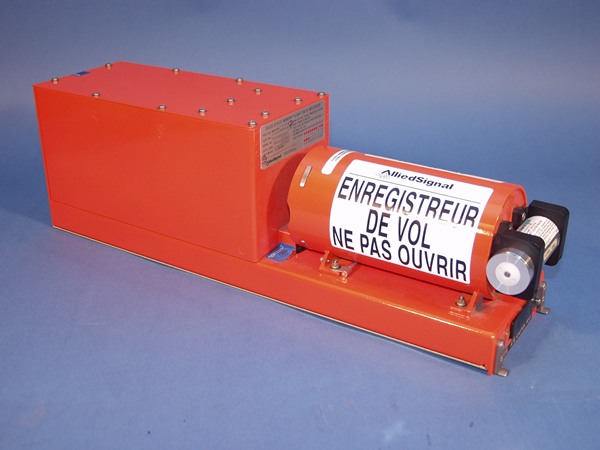
جعبهٔ سیاه

جعبهٔ سیاه، پروازنگار یا ضبط‌کننده اطلاعات پرواز در هواپیما (و همچنین در کشتی، بالگرد و فضاپیما‌های سرنشین دار) (به انگلیسی: Flight recorder) ابزاری است که در طول پرواز جهت ذخیره پارامترهای خاصی به کار می‌رود.
با بروز هر سانحه‌ای برای یک هواپیما پرسش های بسیار زیادی در مورد علت سقوط هواپیما مطرح می‌شود. پاسخ به این سوالات به کمک دستگاه ثبت اطلاعات فنی پرواز (FDR) خلاصه (Flight Data Recorder) و دستگاه ثبت صداهای کابین و هواپیما (CVR) خلاصه (Cockpit voice recorder) که در مجموع جعبه سیاه نامیده می‌شود، انجام می‌گیرد. این سیستم‌ها که هر یک قیمتی حدوداً بین ۱۰ تا ۱۵ هزار دلار دارند، جزئیات پرواز را در طول مسیر ضبط می‌کنند. سیستم جعبه سیاه علی‌رغم آنچه از نامش پیداست، دارای رنگ نارنجی آتشین است. داشتن چنین رنگ شاخصی به همراه نوار انعکاس دهنده متصل شده به بخش خارجی ضبط‌کننده بعد از وقوع سانحه در پیدا کردن جعبه سیاه به‌خصوص در هنگام سقوط هواپیما در آب، بسیار مؤثر است.

## تاریخچه مختصر
برادران رایت اولین کسانی بودند که از این سیستم‌ها استفاده کردند. آن‌ها از وسیله‌ای برای ضبط چگونگی چرخش پره‌های ملخ استفاده می‌کردند. اما استفاده گسترده از این‌گونه سیستم‌ها تا پیش از جنگ جهانی دوم آغاز نشد. این سیستم در واقع بیشتر اطلاعات مربوط به نحوه عملکرد هواپیما را ضبط می‌نمود.
با این وجود استفاده از جعبه سیاه بعد حملات یازده سپتامبر بسیار جدی تر دنبال شد. در طی سقوط هواپیمای مسافربری ۱۳۷ بوئینگ بر فراز اقیانوس هند که منجر به مرگ ۲۳۹ نفر شد.  این هواپیما متعلق به شرکت هواپیمایی مالزی بود که ظهور در ۸ مارس ۲۰۱۴ از کوالالامپور، پایتخت مالزی، با ۲۳۹ مسافر تبعهٔ ۱۴ کشور گوناگون عازم پکن بود اما به دلیل نامعلومی پس از تغییر مسیر تماس آن با رادار قطع و ناپدید شد.

## پارامترهای ضبط شده
جعبه سیاه پارامترهای پروازی را ضبط می‌کند. حساسه‌های زیادی از قسمت‌های مختلف هواپیما از طریق سیم‌کشی به سیستم FDR مرتبط شده‌اند. زمانی که کلیدی روشن یا خاموش می‌شود، عملیات آن توسط سیستم FDR به ثبت می‌رسد. کمیت و بازه اطلاعات ضبط شده توسط این سیستم به میزان زیادی متفاوت بوده و به عمر و اندازه هواپیما وابسته است. طبق استانداردهای هوایی حداقل اطلاعاتی که باید توسط این سیستم ضبط شود شامل موارد زیر است:
- زمان
- شتاب عمودی هواپیما
- موقعیت دستهٔ کنترل پرواز
- موقعیت پدال کنترل رادار
- موقعیت فرامین هواپیما
- تثبیت‌کننده وضعیت افقی هواپیما
- جریان سوخت
- سرعت
- ارتفاع فشاری
- جهت مغناطیسی هواپیما
- شتاب طبیعی هواپیما
- روشن و خاموش شدن میکروفون، زمان ارتباطهای رادیویی برقرار شده توسط خدمه را ضبط می‌کند و برای تطبیق اطلاعات ضبط شده توسط دستگاه ثبت اطلاعات فنی پرواز (FDR) و دستگاه ثبت صداهای کابین و هواپیما (CVR) بکار می‌رود. سیستم‌های کنونی به منظور بررسی تمامی جهات عملکردی هواپیما تا صدها پارامتر را ضبط می‌کنند.

## روش ضبط اطلاعات
جعبه‌های سیاه معمولاً اطلاعات ۲۵ ساعت آخر پرواز را ضبط می‌کنند. جعبه‌های سیاه قدیمی‌تر از نوارهای مغناطیسی که همانند نوار ضبط صوت عمل می‌کنند، با استفاده از هد الکترومغناطیسی به ثبت اطلاعات می‌پردازند. از سال ۱۹۹۰، سازندگان سیستم جعبه سیاه به سمت استفاده از تکنولوژی‌هایی پیش رفته‌اند که در آن قطعهٔ متحرک وجود نداشته باشد، و جعبه‌های سیاه مدرن به جای نوارهای مغناطیسی بکار رفته در نوع متوسط آن از تراشه‌های حافظهٔ الکترونیکی استفاده می‌کنند.

## رمزگشایی اطلاعات
مرکز تحقیقات اطلاعات پرواز بریتانیا در فارن‌بورو یکی از سه مرکزی در اروپا است که اطلاعات ثبت شده در جعبه سیاه هواپیماها را بررسی می‌کند. این مراکز بسیار محرمانه هستند و بر اساس قوانین بین‌المللی تنها بازرسان این مراکز و خدمه پرواز اجازه ورود به آن‌ها را دارند. تحقیقات در این مراکز در اتاق‌های عایق صوتی با قفل‌های مغناطیسی انجام می‌شود تا جلوی هر گونه شنود الکترونیک گرفته شود. در چهار دیواری این اتاق‌های عایق، بلندگوهایی نصب شده تا حال و هوای داخل هواپیما را بازنمایی کنند.
در صورت بیرون کشیدن جعبه سیاه از آب، متخصصان ابتدا جعبه سیاه را در آب مقطر غوطه‌ور می‌کنند تا سرعت خوردگی آن را کمتر کنند و سپس آن را به صورت کامل خشک می‌کنند. برای این کار جعبه سیاه را سه روز در محفظه‌های خشک کن قرار می‌دهند. در این محفظه تمام آب جعبه سیاه کشیده می‌شود تا رطوبت باعث از دست رفتن اطلاعات نشود. متخصصان وقتی مطمئن شدند احتمال از دست رفتن اطلاعات منتفی شده شروع به گوش دادن و بررسی اطلاعات ضبط شده می‌کنند. متخصصان به صداهای پس زمینه نیز با دقت گوش می‌کنند که زیرا می‌تواند اطلاعاتی مثلاً دربارهٔ کارکرد موتورها فراهم کند. وقتی اطلاعات آماده شد، متخصصان با ترکیب صداهای ضبط شده و اطلاعات فنی دقیق، سعی می‌کنند تصویری از آنچه ممکن است اتفاق افتاده باشد ترسیم کنند.

## میزان مقاومت جعبه سیاه
در بسیاری از سوانح هوایی، معمولاً اسکلت و بقیه اجزاء داخلی به میزان زیادی آسیب می‌بینند و تنها بخشی از هواپیما که سالم می‌ماند، واحدهای حافظه مقاوم در برابر سانحه است (CSMU)، که مربوط به دستگاه‌های FDR و CVR هواپیما است. دستگاه CSMU وسیلهٔ استوانه‌ای شکل بزرگی است که به دستگاه ضبط اطلاعات متصل شده‌است. این وسیله به گونه‌ای ساخته شده‌است که در برابر گرمای شدید، سقوط‌های سخت و فشارهای بالای چند تُن مقاوم است. در نمونه‌های قدیمی نوارهای مغناطیسی این بخش درون یک جعبه مستطیل شکل قرار می‌گرفت.

## قسمت‌های خارجی جعبه سیاه
- غشاء آلومینیومی جیوه مانند : لایه نازکی از آلومینیوم است که اطراف کارت‌های حافظه را فرا گرفته‌است.
- عایق مقاوم در برابر حرارت شدید: این بخش که شامل ماده سیلیس خشک است، با داشتن ضخامتی در حدود یک اینچ، پوشش حرارتی مقاومی را ایجاد می‌کند و در صورت بروز آتش‌سوزی از واحد حافظه محافظت می‌کند.
- لایه استنلس استیل: عایق حرارتی فوق، در پوشش محافظ فولادی ضدزنگی که تقریباً یک چهارم اینچ ضخامت دارد، قرار می‌گیرد که البته برای مقاومت بیشتر آن از تیتانیوم هم در قسمت‌های بیرونی استفاده می‌شود.
- جعبه‌های سیاه علاوه بر این به یک راهنمای یابنده زیرآبی[۵] یا ULB نیز مجهز می‌شوند. در صورت سقوط هواپیما در آب، این بخش امواج مادون صوتی منتشر می‌کند که توسط گوش انسان شنیده نمی‌شود ولی به سرعت توسط سنسورها و تجهیزات آکوستیکی موجود تشخیص داده می‌شود. سنسور موجود درون این بخش به محض تماس با آب، آن را فعال می‌کند. فرکانس پالس‌های فرستاده شده توسط ULB برابر ۳۷٫۵ کیلوهرتز بوده و از عمق ۲۰ هزار پایی دریا توان رسیدن به سطح را دارند. زمانی که ULB فعال می‌شود، در هر ثانیه یک بار به صدا در می‌آید و این عمل را تا ۳۰ روز انجام می‌دهد. واحد ULB توسط باتری کار می‌کند و احتمال آسیب دیدگی آن در اثر ضربات شدید بسیار کم است.

پس از یافتن جعبه سیاه و انتقال آن به آزمایشگاه اطلاعات از روی ضبط‌کننده‌ها پیاده شده و تلاش برای بازسازی سانحه آغاز می‌شود. این فرایند تا تکمیل شدن می‌تواند هفته‌ها یا ماه‌ها ادامه یابد. در حال حاضر تولیدکنندگان این سیستم در آمریکا، NTSB را برای تحلیل کامل اطلاعات ذخیره شده در ضبط‌کننده‌ها به سیستم‌های بازخوانی و نرم‌افزارهای لازم برای انجام این امر مجهز می‌نمایند.
در صورتی‌که جعبه سیاه آسیب ندیده باشد، محققان به آسانی می‌توانند با اتصال آن به سیستم بازخوانی، اطلاعات ذخیره شده را بخوانند. اما در بسیاری از موارد پس از یافتن ضبط‌کننده‌ها از میان لاشه هواپیما، واحد حافظه الکترونیکی آن را خارج کرده و پس از تمیز کردن آن، یک کابل رابط بر روی آن نصب کرده و حافظه را مستقیماً به یک دستگاه بازخوانی حافظه متصل می‌نمایند. این دستگاه دارای نرم‌افزار مخصوصی است که اطلاعات را بدون کوچک‌ترین کم‌ و کاستی بازخوانی می‌کند.
جعبه سیاه (شامل FDR و CVR) هر دو سیستم‌های ارزشمندی برای هواپیما محسوب می‌شوند و از آنجائیکه معمولاً تنها بخش سالم باقی‌مانده از هواپیما هستند مهم‌ترین کلید در فهم چگونگی بروز سانحه می‌باشند.